# Eliza Lucas
Eliza Lucas Pinckney (28 de diciembre de 1722–1793) cambió la agricultura en la Carolina del Sur colonial, donde convirtió el índigo en uno de sus cultivos más importantes por valor. Su cultivo y procesado para obtener tinte produjo un tercio del valor total de las exportaciones de la colonia antes de la Guerra Revolucionaria. Directora de tres plantaciones, Pinckney tuvo una gran influencia en la economía colonial.
En el siglo XX, Eliza Pinckney fue la primera mujer elegida para el Salón de la Fama Empresarial de Carolina del Sur.

## Vida

### Familia, infancia y educación
Elizabeth (llamada Eliza) Lucas nació el 28 de diciembre de 1722, en Antigua, Indias Occidentales Británicas. Creció allí, en Poerest, donde su familia poseía tres plantaciones de caña de azúcar.  Era la hija mayor del teniente coronel George Lucas, del Regimiento Dalzell de Infantería del Ejército británico, y de su mujer Ann (probablemente Mildrum) Lucas. Tuvo dos hermanos, Thomas y George, y una hermana más joven llamada Mary (conocida familiarmente como Polly).
Procedía de una familia de la élite de Antigua. A finales del siglo XVII, adversarios políticos del abuelo de Eliza en Antigua, John Lucas, creían que la familia Lucas tuvo influencia en Londres a través de Henry Grey (1664–1740), luego Duque de Kent y miembro del gobierno de la reina Ana, y Robert Lucas, 3.º Señor Lucas (1649–1705), entonces gobernador de la Torre de Londres. Hay evidencia documental de que la familia Lucas utilizó esta influencia para sus propios intereses. El mercader indiano Thomas Lucas (c.1720–1784) y su socio empresarial William Coleman fueron exitosos hombres de negocios. Pero ningún investigador ha documentado una relación familiar entre estos hombres y la familia Lucas de la que procedía Eliza.
Los Lucas enviaron a todos sus niños a Londres para ser educados de acuerdo a la costumbre de la élite colonial. Las chicas no solían ser enviadas hasta su adolescencia, al acercarse la edad casadera, dado que se esperaba de ellas un futuro como madres y esposas. Sin embargo, Eliza destacó. Sus estudios incluían francés y música, pero su tema favorito era la botánica.  Escribió a su padre que sentía su "educación , qué estimaba una fortuna más valiosa que cualquiera otra que le hubiera dado, … me hará feliz a lo largo de mi vida futura."

### Mudanza a Carolina del Sur
En 1738, cuando Eliza tenía 16 años, los Lucas se mudaron de Antigua a Carolina del Sur, donde su padre había heredado tres plantaciones.  Con el desarrollo de tensiones entre España e Inglaterra, el coronel Lucas creía que su familia estaría más segura en Carolina que en la minúscula isla. El abuelo de Eliza, John Lucas, había adquirido tres lotes de tierra: Garden Hill, en el río Combahee  (1,500 acres), otro de 3,000 acres en el río Waccamaw y la plantación Wappoo (600 acres) en Wappoo —un riachuelo estacional que entre los ríos Ashley y Stono. Escogieron residir en Wappoo, a 17 millas por carretera de Charleston (entonces Charles Twon) y seis millas por vía fluvial.
En 1739, el coronel Lucas tuvo que regresar a Antigua por el conflicto entre Inglaterra y España y fue nombrado vicegobernador de la isla.  La implicación de Inglaterra en la Guerra de la Sucesión austriaca detuvo sus intentos de regresar a Carolina del Sur con su familia. Las cartas de Eliza a su padre muestran un gran cariño y afecto y señalan que actuaba como gestora de las propiedades familiares en Carolina (su madre había muerto al poco de llegar a dicha colonia).
Eliza tenía 16 años cuándo comenzó a gestionar la plantación Wappoo y sus veinte esclavos, además de supervisar las otras propiedades de los Lucas.  Garden Hill producía alquitrán y madera mientras que Waccamaw producía arroz. Además, Eliza supervisaba la educación de su hermana menor mientras sus hermanos seguían sus estudios en Londres. De acuerdo a la costumbre de la época, comenzó a registrar sus cartas en un libro, considerado uno de los mejores ejemplos de textos personales de mujeres americanas del siglo XVIII.

### Desarrollo del índigo como cultivo
Desde Antigua, el coronel Lucas envió a Eliza varios tipos de semillas para poner a prueba en las plantaciones. Como otros agricultores de las tierras altas, estaban buscando cultivos que complementaran al arroz. Primero, experimentó con jengibre, algodón, y alfalfa. Desde 1739 probó a cultivar y mejorar variedades de la planta de índigo, demandado por la creciente industria textil. Cuándo su padre envió a Eliza semillas de indigofera en 1740, esta puso sus "más grandes esperanzas" para ellas y planeó plantarlas en la siguiente estación. Experimentando con índigo en un nuevo terreno y clima, Lucas aprovechó también los conocimientos y habilidades de los esclavos negros que habían cultivado índigo en las Indias Occidentales y África Occidental.
Después de tres años de la persistencia y muchos intentos fallidos, Eliza demostró que el índigo podría ser cultivado y procesado con éxito en Carolina del Sur. Primero había trabajado con un experto del índigo de Montserrat aunque fue finalmente sea la pericia de un fabricante de índigo de origen africano contratado por su padre desde las Indias Occidentales Francesas lo que tuvo mejor resultado.
Eliza utilizó su cosecha de 1744 para acumular semillas que compartió con otra plantaciones, causando un auge en la producción de índigo. Probó que las plantaciones podían obtener beneficios en un mercado extremadamente competitivo. Debido a su éxito, el volumen de tinte de índigo exportado aumentado dramáticamente de 5,000 libras en 1745-46, a 130,000 libras en 1748. El índigo se convirtió en el segundo cultivo por valor de Carolina del Sur, solo superado por el arroz, y contribuyó a la riqueza de su plantaciones. Antes de la Guerra Revolucionaria, el índigo suponía más de un tercio del valor total de las exportaciones de la colonia.

### Matrimonio, estancia en Londres e hijos
Eliza fue independiente desde muy joven. Su determinación de mantener esta independencia se trasladó a su vida personal.  George Lucas, su padre, le presentó dos posibles maridos —ambos ricos, bien relacionados y parte de la élite de Carolina del Sur — en los años antes de que Eliza se enamorara y casara con Charles Pinckney.  Eliza rehusó ambos pretendientes, algo extraño en América colonial.

La relación de Eliza y Charles Pinckney, un dueño de una plantación vecina, comenzó tras la muerte de su primera mujer. Eliza había sido muy cercana a la pareja antes de la muerte de ella. Se casaron el 25 de mayo de 1744, cuando ella tenía 20 años. Tomó sus responsabilidades familiares seriamente, jurando 
"ser una buena mujer de mi querido marido en todos sus aspectos; hacer todos mis actos de acuerdo al sincero amor y deber que le guardo…  estoy resuelta a ser una buena madre buena para mis hijos, a rogar por ellos, serles un buen ejemplo, darles buen consejo, cuidar de sus almas y cuerpos, vigilar sus tiernas mentes."
Pinckney había estudiado derecho en Inglaterra y había llegado a ser un activo dirigente en la colonia. Fue el primer abogado nacido en Carolina del Sur y fue Abogado General de la Audiencia del Vicealmirante, juez de paz del Condado de Berkeley y fiscal general. Fue elegido miembro de la Asamblea de Carolina de Sur, de la que fue portavoz de forma intermitente entre 1736 y 1740. También fue miembro del Consejo Real Provincial.  Eliza difería de muchas mujeres de su tiempo, al ser "educada, independiente, y exitosa". Cuando Pinckney vivió en Charleston, Eliza plantó robles y magnolias en su mansión sobre la bahía, manteniendo correspondencia regularmente con botánicos británicos.
Eliza dio a luz a tres hijos y una hija: Charles Cotesworth, George Lucas, Harriott Pinckney y Harriot Pinckney. George Lucas Pinckney murió pronto después del nacimiento en junio de 1747. En 1753 la familia se trasladó a Londres, donde residió cinco años. Ese mismo año, en una audiencia en Londres con Augusta, Princesa de Gales, Eliza presentó a la princesa un vestido hecho de seda producida en las plantaciones Pinckney.
Poco después de su regreso en 1758 a Carolina del Sur, Charles Pinckney contrajo malaria y murió.  Viuda, Eliza continuó dirigiendo sus extensas sus plantaciones, además de las de la familia Lucas. La mayoría de sus experimentos agrícolas, sin embargo, tuvieron lugar antes de este periodo.
Los hijos supervivientes llegaron a ser dirigentes influyentes en Carolina del Sur. Charles Cotesworth Pinckney fue un firmante de la Constitución de los Estados Unidos y era fue el candidato federalista a la vicepresidencia en 1800. En 1804 y 1808, fue el candidato federalista a presidente. Thomas Pinckney fue nombrado embajador en España, donde negoció el Tratado Pinckney en 1795, para garantizar los derechos de navegación de los EE. UU. en el río Misisipi hasta Nueva Orleans. Fue el candidato federalista a la vicepresidencia en 1796.

### Muerte
Eliza Lucas Pinckney murió de cáncer de pecho en Filadelfia, donde había ido a recibir tratamiento, en 1793. George Washington  fue uno de los portadores de su féretro en el funeral de Eliza, en la Iglesia de San Pedro de Filadelfia.

## Escritos
Desde que se trasladó a Carolina del Sur hasta su muerte en Filadelfia en 1793, Eliza cuidadosamente copió todas sus cartas a familia, amigos, y conocidos en un archivo epistolar. En él, organizaba sus cartas en varios volúmenes, siguiendo las etapas de su vida. El grueso de los documentos data de 1739 a 1762.
Los primeros volúmenes datan de 1739 a 1746. Narran el traslado de su familia a Carolina del Sur y sus experimentos con las semillas de índigo que su padre le había enviado. Quería crear una versión del cultivo que pudiera ser empleado en Carolina del Sur. Sus cartas describen los muchos años de experimentos con el cultivo hasta hacerlo exitoso. También detallan su matrimonio con su amigo y vecino Charles Pinckney en 1744.
El segundo conjunto de volúmenes empieza alrededor de 1753 y finaliza alrededor de 1757. Por entonces Eliza y Charles habían empezado su vida juntos y habían tenido niños. Estas cartas hacen referencia al tiempo que ella y su familia habían pasado en Londres por el trabajo de su marido. Vivieron allí aproximadamente cinco años mientras Charles trabajaba como el comisario de la colonia de Carolina del Sur.
El tercer conjunto de volúmenes refiere a los años 1758 a de 1762. Corresponde con el regreso de la familia a Carolina del Sur y la muerte de su marido. Queda viuda y a cargo de las plantaciones de su familia junto con las de su marido. Vivió como viuda más treinta años hasta su muerte en 1793 mientras buscaba una cura para su cáncer de pecho. Aunque continuó manteniendo copias de sus cartas, se han reservado pocas de este periodo.
Se trata de una de las colecciones más completas de este tipo de la América del siglo XVIII y proporciona un valioso ejemplo de la vida de una mujer de la elite colonial. Detalla en escritos las plantaciones, pasatiempos, visitas sociales e incluso sus experimentos con índigo a lo largo de los años.  Muchos académicos consideran estas cartas extremadamente valiosas porque describen la vida diaria de un extenso periodo de tiempo más que un acontecimiento singular en la historia.  Eliza legó estos documentos a su hija Harriott, quién en a su vez lo legó a su hija. El libro fue pasando madre a hija bien hasta el siglo XX, cuando la familia Lucas-Pinckney donó el archivo a la Sociedad Histórica de Carolina del Sur.